# 로마 공화국과 정치 폭력
로마 공화국 말기에 나타나는 정치폭력은  당시 로마 공화국의 사회 제도 상 문제 및 정치 체제에 내포된 문제점으로 인해 발생한 일련의 폭력사건들로서, 계기가 된 것은 그라쿠스 형제의 개혁이었다. 그라쿠스 형제는 토지개혁을 추구하고, 귀족 집단인 원로원의 세력을 약화시키려 하였으나 귀족들의 반대로 실패하였다. 이 폭력 사건은 단순한 폭력이 아니었으며, 계급과 계급 간에 이해 관계의 갈등에서 비롯된 것이었다. 
폭력 사태의 주요 동력이 되었던, 심각한 식량난과 주거난 속에서 비참한 생활을 할 수밖에 없었던 무산대중들과 국제상의 모순점들을 이용하여 일부는 자신의 권력을 유지하거나 획득하고자 했던 야심찬 선동적 정객들은 공화정의 질서 파괴도 서슴지 않았던 것이 이 정치 폭력이었다.  
결국 민중파와 보수파 사이에 촉발된 폭력으로 시작하여 가이우스 마리우스와 술라의 내전으로 발전했고, 율리우스 카이사르가 시작하고 아우구스투스가 마무리한 제정으로 넘어가는 계기가 되었다.

## 전개

### 기원전 133년의 정치폭력
중소 자영농민층의 육성, 도시의 무산대중의 구제, 징병 문제 해결을 위한 온건한 복고적인 사회/경제 개혁의 기도로 민회에 제출했던 호민관 티베리우스 그라쿠스(Tiberius Sempronius Gracchus)의 토지법안은 부유층과 대토지소유자들을 격분시켰다. 그들은 민중을 동원하여 티베리우스 그라쿠스를 반대하도록 부추겼다. 한편, 그라쿠스의 동료 호민관 옥타비우스도 토지법안에 대하여 거부권을 행사하였다. 
이에 대해 그라쿠스는 압력을 넣어 옥타비우스에게 거부권을 철회할 것을 요구하였고, 옥타비우스의 거부에 대해 그라쿠스도 거부할 수 있었기 때문에 이들 두 호민관은 전통적인 협력을 할 수가 없게 되었다.
토지법안에 대한 표결을 단행하기 위해 민중들이 민회(Contio)에 소집하고 있었을 때 부유층과 대지주로 구성된 당파들이 폭력으로 투표함을 탈취하였고 입법자측에서도 이에 대항하기 위해 민중을 집결시켰다. 티베리우스 그라쿠스의 설득에도 불구하고 옥타비우스가 거부권을 철회하지 않자 티베리우스 그락쿠스는 이 문제의 해결을 위해 호민관 1명을 해임할 것을 선언하였고, 이 선언은 민회의 표결에서 가결되어 옥타비우스는 호민관직에서 해임되는 한편 민중으로부터 위협을 피해 안전한 곳으로 피신하였다.
이것은 신성불가침한 존재로서의 호민관 동료제를 국가 제도로 함으로써 가장 중요시했던 견제책의 법규를 파괴한 행위였다. 한편, 토지법이 통과된 다음 그락쿠스의 반대측은 그라쿠스를 포함한 그의 지지자 약 3,000명 중 300명 이상을 타살하여 티베르강에 수장하였다. 이는 로마 원로원의 그라쿠스와 그의 지지자들에 대한 불법적 사형이었다.
151년의 집정관 체포 및 투옥 사건 당시에는 징병대상자의 요구를 부분적으로 수용하여 상호 협력을 했었다. 그러나 기원전 133년의 정치폭력은 철저한 비협조적 현상 속에서 발생했다. 이럼으로써 공화제질서는 무너지기 시작하였다.

### 기원전 123년과 122년의 정치폭력
123년과 122년에 티베리우스 그라쿠스의 친동생인 가이우스 그라쿠스(Gaius Gracchus)가 제안하여 제정된 법률들은 기득권층에게 이권을 부여하였기 때문에 지지를 얻을 수 있었으나, 결국은 당파 분쟁에 밀려 그는 두 번째 올랐던 호민관직에서 물러났다. 그러나 가이우스 그라쿠스는 그의 법률을 지키기 위해 기원전 121년에 추종자들을 동원하여 무장시켰고, 그 자신은 가운을 입고 그 속에 단검을 차고 있었다.
한편 원로원은 군인들을 포함한 폭력 집단을 동원하여 가이우스 그라쿠스와 그의 동료 푸브비우스(Fubvius)를 비롯한 그의 지지자 3,000명을 무참히 학살, 역시 티베르강에 수장하였고 그들의 재산도 처분하여 공공금고에 충당했다. 이 폭력 사건은 원로원 측이 불리하게 될 때에는 군대라도 동원하여 정치·사회문제를 해결할 수 있다는 전례에 없었던 무력 폭력의 한 예를 남겼다.

### 기원전 103년과 100년
호민관 사투르니누스(Lucius Appuleius Saturninus)와 글라우키아(Gaius Servilius Glaucia)는 공유지의 공유안을 제출하는 한편 가이우스 그라쿠스가 제기했던 것과 같은 양의 곡물배급제를 부활시켰다. 사투르니누스는 그의 반대파 정적을 무참하게 살해하였으며, 그 자신도 원로원에 의해 제압당하고 말았다.

### 기원전 88년의 정치폭력
호민관 술피키우스 루푸스(Publius Sulpicius Rufus)는 추방된 정객들을 소환하고 새로운 선거권을 부여받은 이탈리아인들과 부족들에 배치하기로 한 해방노예들을 옹호하면서 반대측을 포룸 밖으로 강제 추방하였다. 그러나 그때 술라(Lucius Cornelius Sulla)는 집정관의 명령권을 행사하여 군대를 로마 시내에 진주시켜 술피키우스를 처형하고 그의 동조자들을 추방했다.
이는 개인으로서 최초의 악례를 남겨 공화정 말기에 성행했던 군인의 사병화를 더욱 구체화했다. 그리고 정치폭력에서 폭민 이외에 더 강력한 군인들이 직접 개입함으로써 공화정 말기의 위기를 더욱 촉진했다. 특히 술라는 군대의 세력을 배경으로 원로원의 권위를 회복, 이를 강화한 다음 호민관의 직권을 엄격히 제한했으며, 종래부터 실시되어오던 양곡배급제는 중단시켜 도시무산대중의 생활을 직접적으로 위협하였다.

### 기원전 87년의 사태
기원전 87년에 술라의 후계자였던 킨나(Lucius Cornelius Cinna)는 집정관에 당선된 다음에 변절하여 술라에 의해 처형된 술피키우스의 법안을 이탈리아인들의 지지를 받아 이를 법제화하였다. 이로 인해 동료 옥타비우스와의 사이에 격심한 대립이 발생하였다. 이 폭력 사건은 불리했던 킨나가 군인을 동원 반대측을 억압함으로써 일단 안정을 회복할 수가 있었다. 이제 군대와 무장은 정치·사회·경제 각 분야의 이권과 민중의 인기를 획득하는 데 이용되는 유일한 강제수단이 되었다. 

### 기원전 82년
술라는 사병이나 다름없는 6개 군단을 이끌고 제2차 로마진군을 감행했다. 마리우스와 킨나의 편을 들었던 민중파들은 술라가 작성한 살생부에 이름이 올라 처형당하고 재산이 몰수당했고, 그 수가 4700명이나 되었다. 술라는 지극히 보수적이고 기득권의 권한을 더욱 강화하는 정책을 폈는데, 로마의 민중은 술라의 군대를 두려워했고, 술라가 독재관이라는 절대권력을 쥐고 있었기 때문에 그에 대한 반발을 표출할 수 없었다. 술라는 두 번이나 로마로 진격한 경험이 있어서 군대의 사병화의 폐해를 잘 알았다. 그래서 그는 속주총독의 권한을 크게 줄이고 군단의 수에도 철저하게 제한을 두었다. 술라는 로마의 폭동을 일으켜 왔던 호민관의 권한도 크게 축소했다. 이처럼 술라는 그가 일으킨 쿠데타와는 모순되게도 종래의 정치 폭력을 수습 및 예방하여 공화정의 질서를 복구하고자 했다. 그래서 이 시대에는 속주총독의 권한과 호민관 직권이 억압당하고 있었기 때문에 종래와 같이 폭력에서 앞장서는 일은 없었으나 70년부터 그 상황에는 약간의 변화가 생겼다. 

### 술라 이후
즉, 폼페이우스와 크라수스 등은 연합을 맺고 쿠테타를 단행하면서 호민관의 권력행사를 정상화하는 복고책을 세우는 일에 협조하였다. 그러나 이것은 형식적인 것에 지나지 않았다. 술라는 군대를 배경으로 실권을 장악했고, 폼페이우스와 크라수스는 각각 군단을 로마 시외에 배치하였다. 그러는 한편 민중들에게는 유희를 베풂으로써 민중과 호민관들을 이용하는 간계에 따라 실권을 장악했던 것이다.
이렇게 함으로써 133년 이래 기세를 올리고 있었던 호민관 직권을 집정관과 원로원의 도구로써 이용할 수가 있었다. 폼페이우스의 이 술책은 어느 정도 그 효과를 달성했다. 마침내 기원전 67년의 호민관 가비니우스(Gabinius)는 가비니우스 법에서 폼페이우스에게 무제한 명령권 위임 및 3년동안 300∼500척의 함선과 징병권, 공공기금 사용권과 해적 정벌 권한을 부여하려 한 것이다. 그러나 원로원과 일부 호민관들은 이에 반대하였다. 이에 폼페이우스와 가비니우스는 폭민을 동원해 원로원을 습격하였고 이를 거부했던 호민관들은 폼페이우스에 의해 해임의 위협을 받았다. 이와 같이 폭민과 군인을 개입시켜야만 정치상의 실권자가 될 수 있었다는 것과 실권자가 개입해야만 민중이 갈망한 양곡을 구할 수 있게 되었다는 것 등은 당파의 특정인을 중심으로 한 정치폭력을 더욱 촉진하게 되었다. 이런 현상은 공화정 국제 자체의 위기이며 붕괴되어가는 한 과정이라고 해석할 수 있다.

## 폭력의 추진력

### 일반적인 추진력
로마 시내에서 정치·사회적 폭력에 가담하고 있는 자들에 대한 키케로의 언급을 보자면 대단히 악의에 찬 독설로 이루어졌있다. 폭력에 가담한 민중들을 가리켜 “자극시키기 쉬운 직인들, 소매 상인, 그리고 시내에 있는 모든 부스러기같은 놈들”이라고 얘기하거나 도시의 무산대중을 “야박한 부스러기들”이라고 칭하고있다.
키케로가 이렇게 악의에 차서 언급한 폭력배들은 - 키케로 자신에게 속해 있건 반대당측에 가담하고 있건, 그리고 그들이 거주하는 고장이 도시이든 농촌이든 - 일반적으로 고임금 소득자들이 아니라 그들 대부분은 해방민과 노예 신분으로 정치·사회폭력에 동원될 수 있었던 조직적인 행동파였다. 바로 이들이 폭력의 추진력이었다.
그러나 키케로가 비난하고 있는 폭민은 사실은 공화정의 긴 발전과정에서 영락된 일종의 부산적 존재로서 로마를 발전시키고 공화정체를 발전시킨 로마 민중의 후손이었다(즉, 그들은 로마사의 발전 과정에서 희생된 선량한 집단들의 비참한 후손이었던 것이다).
그리고 이 추진력에 추가된 또 다른 요소가 있었는데 그것은 바로 외국인 집단이었다. 기원전 151년부터 기원전 52년까지 사이에 발생한 각종 폭력의 추진력을 사회적 신분에 비추어 분류해보면 시민권을 소유한 도시와 농촌의 무산대중 및 군인·노병·해방민과 노예층과 외국인 집단을 중심으로 조직화된 Collegia등의 세 가지 유형으로 나누어 볼 수 있다.이 세 가지 유형에 속한 폭력의 추진력은 그 계층별로 폭력행사에 동원되었다기보다는 대체로 혼합된 세력으로써 동원되었다.
대개 기원전 60년대 이전은 시민권을 소유한 군인·노예·노병·무산대중·해방민·노예들이 그 추진력을 형성했고, 60년대부터는 Collegia의 조직이 큰 세력으로 가담하였다. 기원전 151년과 기원전 138년의 투옥 폭력에는 주로 도시와 농촌의 징집대상자들이, 기원전 133년 입법폭력에서는 도시의 유권자들이 동원되었다. 그리고, 이후 122년에 와서는 가이우스 그라쿠스와 그의 지지자들을 억압하기 위해서 군인이 동원되는 사태가 벌어지기까지 한다. 더 나아가 기원전 88년 술키피우스와 가이우스 마리우스에 적대하고 있던 술라 측의 폭력에서는 이 군사적 폭력이 노골화하고 있다. 기원전 122년의 군대 동원 이래 기원전 70년의 폼페이우스에 이르기까지 이 신귀족측의 군인을 동원한 폭력은 공화정사에 새로운 국면을 야기했다고 할 수 있다.

### 폭력사태에 군인들이 개입하게 된 배경
로마의 전통적인 시민군 제도가 붕괴되고 사병제도가 일반화된 현상으로 나타나던 당시 로마의 병사들은 제대한 뒤 시민생활에 어떠한 희망이나 보상을 기대할 수 없는 상태였고 빈곤한 그들에게 가장 필요한 것은 생존을 유지하는 것과 실질적 이득을 바라는 것뿐이었다. 이러한 상태속에서 군인들은 공화정 당국의 입법이나 권위에는 별다른 관심을 두지 않은 채 자신들에게 생존을 위한 이득을 준다고 여겨지던 지휘관의 명령에 충성할 뿐이었다. 결국 그들은 지휘관의 명령에 따라서 언제든지 폭도가 될 수 있었던 것이다.

### 외국인 조직과 폭력 사태
기원전 151 ∼ 60년 전반까지 로마시내를 중심으로 전개되었던 로마의 정치 폭력은 60년대 후반에 들어와 로마 시내의 외국인 집단의 외국인 조직체의 구성원들이 가세하게 됨으로써 더욱 심각하게 전개된다. 이들 외인 조직체들은 지구별로 인접해있을 뿐만 아니라 준군사조직으로 되어 있었기에 그 기능을 능동적으로 발휘할 수가 있었다. 율리우스 카이사르가 외국인 집단에 각별한 관심을 표시한 것이나 아우구스투스의 그들에 대한 관대한 정책은 아마도 외인집단을 정치적으로 이용하기 위한 의도에서 취해진 것들일 것이다.
카이사르나 아우구스투스 이전의 정객들 역시 외인조직체들을 선동하여 민회의 입법절차를 방해하거나 부정선거를 치르기도 했고 폭력행사에 이들을 이용하기도 했다. 기원전 64년에 원로원은 공공이익을 위한 몇몇 외인조직체를 제외한 나머지를 모두 해체해 카탈리나의 음모가 전 이탈리아로 확산될 위기를 모면하기도 하나, 기원전 58년 클로디우스는 외인 조직체를 부활시켜 외인조직을 정치적 기반으로 정치폭력을 전개하였다. 그리고 그 정치폭력은 52년초 밀로와 클로디우스 두파 사이의 폭력에서 절정을 이루었다. 이들 두 파의 폭력은 동원할 수 있는 모든 폭력의 추진력을 소집한 것이다(밀로는 원로원파였고, 클로디우스는 카이사르파였다).

### 무산대중
폭력 행위의 추진력이 된 폭민들은 예외적인 경우도 있겠지만 일반적으로는 특정한 선동가 내지 지도자를 필요로 한다. 무산대중은 폭력의 추진에 필요한 기구가 없었을 뿐 아니라 조직화의 능력도 없었고 또 예측하기 어려운 유동 집단이었다. 그렇기 때문에 야심적·선동적인 지도자로서 재정적·조직적 능력을 갖춘 정객이 나서지 않는 한 폭민들의 단독적인 폭력추진에는 일반적으로 어려웠던 것이 일반적인 현상이었다. 그리고 그들의 폭력에는 일반적으로 몇 가지 목적이 있었다. 지도자에 대한 단순한 충성심, 명문가의 피호민들이 이해관계때문에 또는 특정한 정객들의 무산대중의 복지증진에 대한 적극성때문에 그리고 영락한 중소자영농민층·노병 및 일부 도시무산층은 토지분배에 관심을 가지고서 정치 폭력에 가담하는 경우가 있었다.
희생을 강요하는 군사 복무에 반발하는 경우도 폭력을 추진한 요인이 되었다. 그리고 값비싼 임대 가옥의 허술한 구조, 빈번한 화재, 불순한 소문으로 인한 민중 심리의 압박 및 자주 있는 일은 아니었지만 외국인 유이민들에 대한 반항심, 고질화된 식량난과 같은 단순한 심리적 동기에서 진행 중인 폭력에 가담하는 경우도 있었을 것이다. 이와 유사한 원인들은 현대세계에서도 흔히 있는 일이다.
고대 세계에서 아직 보편화되지 못한 인간 이성과 비능률적인 행정 및 범세계적인 협조기구의 전무한 상황에서는 그 같은 문제들을 극복하기가 거의 불가능했을 것이다. 이러한 상황속에서 매년 실시되는 정무관 선거와 성실이 상실된 공약, 각종 법률안의 제기 등과 때를 같이한 특수 정객들의 미숙한 선동과 잔인성을 각종 정치·사회 폭력을 유발하고 격화시키는 요인이 되었다.
그러나 무엇보다 심각했던 폭력의 원인은 비싼 값을 치러야 하는 무산층용의 임대 가옥 문제와 식량난으로 인한 굶주림을 극복하기 어려웠다는 데에 있었다. 공화정 말기의 로마시는 식량문제와 인구 증가로 말미암아 폭력만을 야기할 수 있는 생활상의 암흑면을 조성, 이를 가속화시키고 잇는 지중해세계의 수도였다. 폭력 행위의 1차 원인들은 해결될 수 없었다. 시내의 굶주린 무산대중을 빈곤상태에 둔 채 선동적·야심적 정객들은 그들이 의도하는 권력구조의 형성이라는 일종의 경기를 전개하고 있었고 이 무모한 경기에서 굶주린 민중들은 정적을 살상하는 수단이라는 도구로 격하되었다.

## 폭력발생의 근원적 배경

### 사회상의 암흑면
기원전 151년 이래 기원전 133년을 거쳐 기원전 52년의 밀로까지 정치사회폭력은 공화정 말기 사회에서 민중의 생활상의 암흑면을 반영한다. 특히 고대적 이성이 일반민중의 생활과 사고상의 어느 정도의 수준을 유지하고 있지 못했던 시대에 생활상의 암흑면은 필연적으로 개인적·집단적인 불평 불만을 나타냈고 마침내는 생존을 위한 투쟁으로 정치·사회폭력으로 표현되게 되었다.
로마인은 전통적으로 권위를 동경해왔고 이는 투표권자와 상호협의라는 현상을 발전시켰다. 동시에 그 인식은 투표권자가 당면하고 있었던 생활상의 암흑면에 주목하고 이를 이용하려고 한 것이 일반적인 상황이었다. 정치사회 폭력발생의 근원적 원인 중의 하나는 도시무산대중의 생활의 암흑면인데 이것은 로마시민단의 핵심을 형성하고 있었던 중소자영농민의 점차적인 영락과 도시집중현상의 격화, 각종 외국인 집단의 도시 집중과 도시 무산대중의 비참한 생활상 등과 함께 정무관들의 대중에 대한 불성실과 부정이 서로 얽혀져 있었던 복잡한 상황 속에서 나타나게 된다.
포에니 전쟁 이전부터 성립·발전되었던 대토지 소유제(latifundium)은 전후에 급진적으로 성장하였는데 이것은 중소자영농민의 희생없이 실현되기는 어려웠다. 이리하여 자영농지를 상실한 중소농민 수는 증가하였고 이들은 결국 도시에 집중함으로써 무산대중을 증가시켜 심각한 위기를 도시 내에 조성했다. 따라서 도시 내에서 식량난·주택난은 필연적으로 나타날 수밖에 없었다. 여기에 계속적인 인구의 증가는 이런 문제점들을 더욱 가중시켰다. 그리고 지진이나 홍수같은 천재지변 앞에서 무산대중의 허술한 주거지는 속수무책이었고, 빈번한 화재는 자본가들을 더욱 유리하게 이끌어 주었다. 높은 집세 역시 무산대중의 생활을 더욱 억압하였다. 그리하여 40년대 로마시내 무산대중의 주거구역에서는 집세가 비쌌기 때문에 여러차례에 걸쳐 소동이 발생했다.
이런 상황에서 도시대중은 옥외에서 소일하는 경우가 많았는데 공화정 말기의 로마시는 이들 옥외에서 소일하는 대중들을 고용할 수 있는 생활수단을 제공할 수가 없었다. 이러한 도시무산대중의 생활상의 암흑면을 더욱 악화시킨것은 이탈리아 이외의 지역으로부터 곡물수입이 종종 중단되는 것이었다. 로마 시내의 곡물수요는 시칠리아, 사르데냐, 아프리카 등으로부터 보급에 의존하고 있었으나, 그 수입은 해적과 전쟁 등으로 중단되기 쉬운 불안정한 상황이었다. 따라서 필요한 곡물은 이탈리아 자체 내에서 공급되는 경우가 허다했다. 당연한 결과로 곡가도 전반적으로 불안한 유동상태였다. 이 상태로 더욱 약화시킨 것은 추수량이 격감되었을 때 대지주와 곡물상인들의 매석행위가 심했기 때문에 곡물의 출회량이 격감될 경우 그 가격은 현저하게 앙등하곤 했던 것이다. 이러한 전반적인 상황속에서 도시무산대중들은 특정 정치선동가에게 자신의 모든 것을 맡길 수밖에 없었던 것이다.

### 국제상의 모순
로마 공화국은 국제면에서 볼 때 그 제도에는 너무 많은 견제와 균형을 유지하기 위한 규제가 제도화되어 있었다. 그러나 그 제도들은 실제면에서나 궁극적인 면에서는 원로원을 중심으로 한 지배체제를 확립하고 이를 유지하기 위한 일에만 그 제도적 기능을 발휘했다고 볼 수 있다. 따라서 공화정 말기의 사회와 정치에서 개혁가와 민중지도자들은 원로원 중심의 지배체제에 항거하며 그들의 힘을 발동하지 않을 수 없었으며 그들의 그 힘은 지방의 농민과 영락민 및 도시무산대중을 일으켜 사회정치적 폭력의 형태로 나타났다. 다른 한편 로마시에서 사회정치폭력을 진압할 수단은 거의 없었다.
이와 같이 폭력에 의해서만이 대중생활의 암흑면을 임시나마 해결할 수 있을 정도로 고정화된 국제의 문제점과 질서를 유지할 수 있는 조치의 결여 등은 폭력행위의 발생과 직접적으로 관련되어 있었다.
로마 공화국 시대에 국제의 발전은 귀족(patricii)와 평민(plebis)사이의 오랫동안 계속된 계급투쟁의 산물이라고 할 수 있다. 초기의 권력구조는 귀족에 의해 독점되어 있었으나 꾸준한 계급투쟁의 결과 민권신장운동은 성공적으로 끝났다. 이제 공화정적 국제상에서 평민도 로마 헌정 사상 처음으로 국가적 권력구조의 구성원이 될 수 있게 되었다. 그러나 국제의 외적 요소 내지는 공화정 당국에 외계로부터 사회·경제적 위기가 증가됨에 따라 그 균형은 흔들리게 되었고 종래의 귀족층과 평민층에 속했던 특수 분자들로서 혼성된 새로운 신귀족이 형성되었다.
이들 새 권력구조는 신귀족을 중심으로 형성되었고, 이것은 또 다시 원로원 내에 깊숙이 침투하여 이를 지배하게 되었다. 공화정 말기의 권력구조는 신귀족을 중심으로 형성되었고 이것은 또 다시 원로원 내에서 분열되어 과두정치가 실현되었다. 그런데 이들 신귀족들은 도시 무산 대중을 위한 양곡의 유무상 배급제도의 실시 · 토지 분배 · 부채의 감면과 같은 구제책에는 반대하는 것이 일반적인 현상이었다.
국제에서 또 다른 모순은 민회의 소집권과 안건 심의 절차에도 있다. 모든 민중회의(민회)의 소집권을 정무관이 장악하고 있었으므로 무산대중을 위한 의제라 하더라도 그의 소집권이 고시로서 행사되기 전에는 회의를 개최할 수가 없었다. 정무관을 선출할 경우에도 다만 집정관이 지명한 특정후보자에 대해서 찬성 또는 거부할 수 있는 것 뿐이었다. 그것은 각종 법률안의 동의에서도 마찬가지였다. 공화제적 원칙에 따라 모든 정무관직은 동료 합의제로 되어 있었기 때문에 민중들에게 유리한 안건이 제출되었다 하다라도 동료 정무관이 거부권을 행사할 경우와 종교적 이유로 인해서 그안건은 부족회의에 회부되기도 전에 폐지되어야 했다. 그리고 동료 합의제를 거쳐 안건을 의회에 제출하기에 앞서 국정자문기관인 원로원의 비준을 받아야 했는데 그 경우 원로원 중심의 신귀족들에게는 불리하다고 생각되면 비준을 하지 않고 그 안건은 휴지화되고 말았다.
이와 같이 공화정의 국제는 각 정무관, 호민관, 민중회의, 원로원의 세력을 조화시켜 상호견제할 것을 고려할 나머지 공화정 후기에 이르러서는 국제 그 자체의 모순을 노출시켰던 것이다.

## 같이 보기
- 원로원 최종권고